# 田野大輔
田野 大輔（たの だいすけ、1970年 - ）は、日本の社会学者。甲南大学文学部教授。専門は歴史社会学、ドイツ現代史、ナチズム研究。研究分野は、ナチ・ドイツにおけるマスコミュニケーションの問題、特に宣伝や娯楽、セクシュアリティに関する研究、余暇・厚生の領域における日独文化交流の研究。
おもな著書に、『魅惑する帝国』『愛と欲望のナチズム』『ファシズムの教室』『検証 ナチスは「良いこと」もしたのか？(共著)』などがある。

## 略歴
1970年、東京都生まれ。海城高等学校、京都大学文学部を卒業。1996年9月 - 1998年7月、ドイツ・ミュンヘン大学社会学部留学。1998年京都大学大学院文学研究科博士後期課程（社会学専攻）研究指導認定退学。2005年、京都大学博士（文学）学位取得。
大阪経済大学人間科学部准教授などを経て、2012年より甲南大学文学部教授。

## ファシズム体験授業
「権力の後ろ盾があればいとも簡単に、社会的に許されないことができてしまう」ということを学生に考えさせることを目的として、所属校である甲南大学でファシズムの体験学習授業を行っている。学生が同じ服装でナチス式敬礼や「自分たちは正義の側である」という意味づけにより「悪者」を糾弾することなどの体験を通して「集団心理が暴走することの怖さ」を学ぶというものである。こうしたファシズムと同様の仕組みは、現在も世界中で広がる排外主義運動に見出すことができるという。この取り組みは、アメリカでおこなわれた「サードウェイブ実験」を描いた映画『THE WAVE ウェイヴ』に田野が触発されて開始した。

## 『検証 ナチスは「良いこと」もしたのか？』
- 2023年7月5日、岩波ブックレットから刊行された小野寺拓也との共著『検証 ナチスは「良いこと」もしたのか？』が6万部を超えるベストセラーになり[18]、品切れが続出した[6][19][20]。9月にドイツの新聞でも反響が取り上げられ[21]、12月に「 紀伊國屋じんぶん大賞 2024」の1位に選ばれた[22][23]。この本は、ナチスの功績とされる「アウトバーンを建設した、失業率を低下させた、福祉政策を行った」などの事象を取り上げ、歴史研究の積み重ねに基づく「解釈（『歴史的経緯』『歴史的文脈』『歴史的結果』）を無視して、断片的な「事実」から極端な「意見」へと飛躍する危うさを指摘する[5][19]。そして、ナチスの一見「良いこと」に見える政策の目的は、戦争遂行のための「民族共同体」の構築であり、オリジナルな部分はほぼなく、ほとんど結果が伴わなかったことを検証している[5][19][24]。ナチスのあらゆる政策の土台となる「民族共同体」は、個人を全体を構成する部品として考える人種主義的な思想であり、かつ利益にあずかれるのはナチスにとって有用・優秀と認められた者のみで、その利益は排除された人々（ユダヤ人や共産主義者、障害者、同性愛者）からの収奪によって成り立っていた[25][5][26]。田野は、「ドイツ人への『包摂』と、そこに当てはまらない人への『排除』、弾圧などの非人道的な政策は表裏一体だった。一面のみを切り離して『良いこと』とは言えない」と述べている[5][19]。
- 田野は、この本を執筆した動機について、「30年くらいナチスを研究しているが、ナチスの政策で肯定できるところはない」とTwitter（現X）に投稿したところ、専門家による研究で否定されている「ナチスのした『良いこと』」を示して膨大な数の批判が寄せられたため、「一般と専門家との間にある大きなギャップを埋める必要がある、と危機感を感じた」と述べている[5][19][27]。また、「ナチスは『良いこと』もした、と言いたがる心境」に、「反ポリコレ（権威や正しさに対する反発）」や、「自分たちこそ『真実』を知っているという優越感」といった「逆張り」を見いだした[5][25][27]。そして、専門知識を持つ研究者が果たすべき役割として、「正確な知識と学説を分かりやすく伝えること」を挙げ、「信じたい人たちを説得するのは無理だとしても、しっかりとした知識を持つ第三者の数を増やしていけば、歴史修正主義的な風潮に対する社会の免疫を強化できるかもしれない」と述べている[5][25][27][28]。出版後の1ヶ月間、田野は対策を考えるためにSNS上の発言を検索（フィールドワーク）した[20][29]。そして、「俗説」に基づく発言1つ1つに対し、歴史学が積み上げた「解釈」を伝え、本書を読んで基礎知識をつけるようリプライを送ったが、本書を読むと答えた人はわずかだった[20]。
- 田野は、「源泉徴収はナチスの発明」や「ヒューゴ・ボスがナチスの制服をデザインした」といった事実に反する主張は、個人の感情や好みに基づいて歴史が歪曲される典型例であると指摘している[30]。

## 人物
- 自宅の書斎や大学の研究室の本棚を10架以上自作し、「研究者のための本棚自作マニュアル」を大月書店のnoteで公開している[31][32][33]。
- 餃子を作ることが好きで、ゼミ生とともに調理し、学園祭の模擬店で販売していた[34][35]。

## 著書

### 単著
- 『魅惑する帝国―政治の美学化とナチズム』、名古屋大学出版会、2007年6月、isbn=978-4815805623 - ナチスが「国家を美しく見せる政策」をいかに展開したかを、歴史社会学の観点から分析した著作[36]。
- 『愛と欲望のナチズム』、講談社、2012年9月、isbn=978-4062585361。 - ナチスドイツにおいて、国民を動員するために行われていた「ヘテロなエロスの挑発」を分析した著作[37]。→2024年10月に講談社学術文庫より文庫化。
- 『ファシズムの教室：なぜ集団は暴走するのか』、大月書店、2020年4月、isbn=978-4272211234[14] - 帯の推薦文を、荻上チキと岸政彦が書いている[38][39]。→2025年4月に朝日新聞出版より文庫化。

### 共編著
- 筒井清忠『歴史社会学のフロンティア（担当範囲「バリントン・ムーア『独裁と民主政治の社会的起源』」）』人文書院、1997年7月1日。ISBN 978-4409240564。
- 筒井清忠『日本の歴史社会学（担当範囲「橋川文三『昭和ナショナリズムの諸相』」）』岩波書店、1999年6月24日。ISBN 978-4000017510。
- 高田博行、山下仁:編『<シリーズドイツ語が拓く地平 1> 断絶のコミュニケーション（担当範囲「二重の美化──『意志の勝利』のプロパガンダ性をめぐって」）』ひつじ書房、2019年3月28日。ISBN 978-4894769618。
- アルベルト・シュペーア『ナチス軍需相の証言（下） シュペーア回想録 （担当範囲「〈解説〉『シュペーア神話』の崩壊」）』中央公論新社、2020年5月21日。ISBN 978-4122068896。
- 滝内大三、田畑稔:編『人間科学の新展開（担当範囲「自分探しの行方——『20代のカリスマ』とメディア」）』ミネルヴァ書房、2005年10月10日。ISBN 9784623044108。
- 姫岡とし子、川越修:編『ドイツ近現代ジェンダー史入門（担当範囲「愛と欲望のナチズム」』青木書店、2009年2月1日。ISBN 9784250209031。
- 井上俊、伊藤公雄:編『社会学ベーシックス9 政治・権力・公共性（担当範囲全体主義 レーデラー『大衆の国家』）』世界思想社、2011年3月31日。ISBN 9784790715207。
- 宮田眞治、畠山寛、濱中春:編『ドイツ文化 55のキーワード（担当範囲「ナチズム――写真集にみるヒトラー」）』ミネルヴァ書房、2015年3月30日。ISBN 9784623072538。
- 三成美保、長志珠絵、木村朗子、田野大輔、中里見博、二宮周平ほか 著、三成美保 編『同性愛をめぐる歴史と法―尊厳としてのセクシュアリティ（担当範囲「ナチズムと同性愛」）』明石書店、2015年8月31日。ISBN 978-4750342399。
- 田野大輔、柳原伸洋『教養のドイツ現代史』ミネルヴァ書房、2016年6月20日。ISBN 978-4623072705。
- 赤江雄一:編『飼う──生命の教養学13（担当範囲「ナチズムにみる欲望の動員」）』慶應義塾大学出版会、2018年7月20日。ISBN 978-4766425376。[40]
- 渋谷哲也、夏目深雪:編『ナチス映画論──ヒトラー・キッチュ・現代（担当範囲「ナチス時代のドイツ人」「ハイル、タノ！ 我が生徒たちとのファシズム体験」）』森話社、2019年12月11日。ISBN 978-4864051446。
- イミダス編集部『イミダス 現代の視点2021（担当範囲「ファシズムは楽しい？ 集団行動の危険な魅力を考える」）』集英社、2020年11月17日。ISBN 978-4087211429。
- 大木毅、工藤章、熊野直樹、清水雅大 著、田嶋信雄、田野大輔 編『極東ナチス人物列伝: 日本・中国・「満洲国」に蠢いた異端のドイツ人たち』作品社、2021年12月24日。ISBN 978-4861828829。
- 小野寺拓也、田野大輔『検証 ナチスは「良いこと」もしたのか？』岩波書店、2023年7月7日。ISBN 978-4002710808。
- 香月恵里、百木漠、三浦隆宏、矢野久美子 著、小野寺拓也、田野大輔 編『〈悪の凡庸さ〉を問い直す』大月書店、2023年9月20日。ISBN 978-4272431090。
- 『岩波講座 社会学 第13巻 政治・社会運動』（担当範囲「ニスコのアイヒマン：『官僚的な悪』についての報告」）岩波書店、2025年8月

### 翻訳
- エリック・リーヴィー 著、望田幸男、田野大輔、中岡俊介 訳『第三帝国の音楽』名古屋大学出版会、2000年12月25日。
- シーダ・スコッチポル 著、牟田和恵、大川清丈、中里英樹、田野大輔 訳『現代社会革命論―比較歴史社会学の理論と方法』岩波書店、2001年3月26日。ISBN 978-4000227162。
- ダグマー・ヘルツォーク 著、川越修、田野大輔、荻野美穂 訳『セックスとナチズムの記憶――20世紀ドイツにおける性の政治化』岩波書店、2012年12月22日。ISBN 978-4000258708。[41]
- 『普通の組織　ホロコーストの社会学』シュテファン・キュール:著、人文書院、2025年4月 - 「訳者解題」（PDF）を出版社サイトで公開。
- 『ホロコーストを知るための101の質問』マルクス・ロート:著、白水社、2025年8月

### 監修
- 『歌われなかった海賊へ』逢坂冬馬:著、早川書房、2023年10月[42]
- 『関心領域』マーティン・エイミス:著、北田絵里子:訳、田野大輔:翻訳監修、早川書房、2024年5月

### 寄稿
- 『歴史評論』2024年5月号「『ナチスの発明』の起源」、歴史科学協議会、2024年 - 『現代ビジネス』2024年2月寄稿記事の完全版
- 映画『関心領域』パンフレット解説「大量殺戮者の平穏な生活」、2024年[43]
- 『歴史学研究』2025年2月号「一般向けに歴史を書くことの困難―『検証 ナチスは「良いこと」もしたのか？』が問題にしたこと―」田野大輔, 小野寺拓也、績文堂出版、2025年2月

ほか

## 論文
- CiNii 田野大輔
- 田野大輔 - researchmap

## 出演

### テレビ
- 2012年9月29日、『追跡者 ザ・プロファイラー』「ヒトラー 独裁者という名の怪物」（NHK総合）[44]
- 2020年1月23日、『ザ・プロファイラー 〜夢と野望の人生〜』「エヴァ・ブラウン」（NHK BSプレミアム）[45]
- 2021年4月6日、『ダークサイドミステリー』「笑顔が暴力を生んだ夜～なぜ人々はヒトラーに従ったのか？」（NHK総合）[46]
- 2021年11月11日、『ザ・プロファイラー 〜夢と野望の人生〜』「ヒトラーの広告塔 ゲッベルス」（NHK BSプレミアム）
- 2022年9月21日、『昭和の選択』「破局への条約　三国同盟　～松岡外相と影のキーマン大島浩～」（NHK BSプレミアム）[47]
- 『映像の世紀 バタフライエフェクト』など、いくつかのNHK番組を監修[48]

### ラジオ
- 2020年4月24日、『荻上チキ・Session-22』「ファシズムとは何か？～〈ナチス体験授業〉から見えてきたもの」（TBSラジオ）[38][49]
- 2023年7月17日、『荻上チキ・Session』「検証・ナチスは「良いこと」もしたのか？」（TBSラジオ）[50]
- 2024年5月27日、『荻上チキ・Session』「ホロコーストはなぜ起きたのか？～『悪の凡庸さ』を問い直す」（TBSラジオ）[51]